# ¡Viva México!
¡Viva México! è un film del 1934 prodotto e diretto da Miguel Contreras Torres.

## Produzione
Il film fu prodotto da Miguel Contreras Torres.

## Distribuzione
Il film fu presentato in prima a Città del Messico il 15 settembre 1934. Negli Stati Uniti, fu trasmesso in televisione con il titolo Alma Insurgente.